# Donkerbruin kelkpluisje
Het donkerbruin kelkpluisje (Metatrichia floriformis) is een slijmzwam behorend tot de orde Trichiida. Hij leeft op dood hout van vooral naaldbomen.

## Kenmerken

### Uiterlijke kenmerken
De glanzende kleine zwartachtige sporocarpen zijn bolvormig en slechts 1 mm breed of minder en zijn de sporenproducerende lichamen van deze slijmzwamsoort. De steel is half tot anderhalf maal zolang als het vruchtlichaam. De steel is gegroefd, donkerrood tot bijna zwartvan kleur, en in doorvallend licht rood, zonder opgenomen stofdeeltjes (dus doorschijnend). De glanzende buitenlaag (het peridium) splijt open en laat een pluizige gele massa draden vrij die elateren worden genoemd. Het hypothallus dat onder de groep doorloopt is donkerrood van kleur.

### Microscopische kenmerken
De elateren zijn roestrood, onvertakt en meestal als een koord in elkaar verwikkeld. De diameter is (4-)5-6 (-8 )  micrometer, met 4-6 gladde spiralen die uitlopen in een 30-50 micrometer lange punt. De sporen zijn in bulk roestrood en bij doorvallend licht oranjerood. Ze zijn tamelijk dicht bezet met kleine stekeltjes en meten 10-12 micrometer. Het plasmodium is wit, roodbruin of zwart.
Hij lijkt op het zwart draadwatje (Trichia botryti), maar verschilt hiervan door de doorschijnende rode steel.

## Verspreiding
In Nederland komt het donkerbruin kelkpluisje vrij algemeen voor.

## Foto's

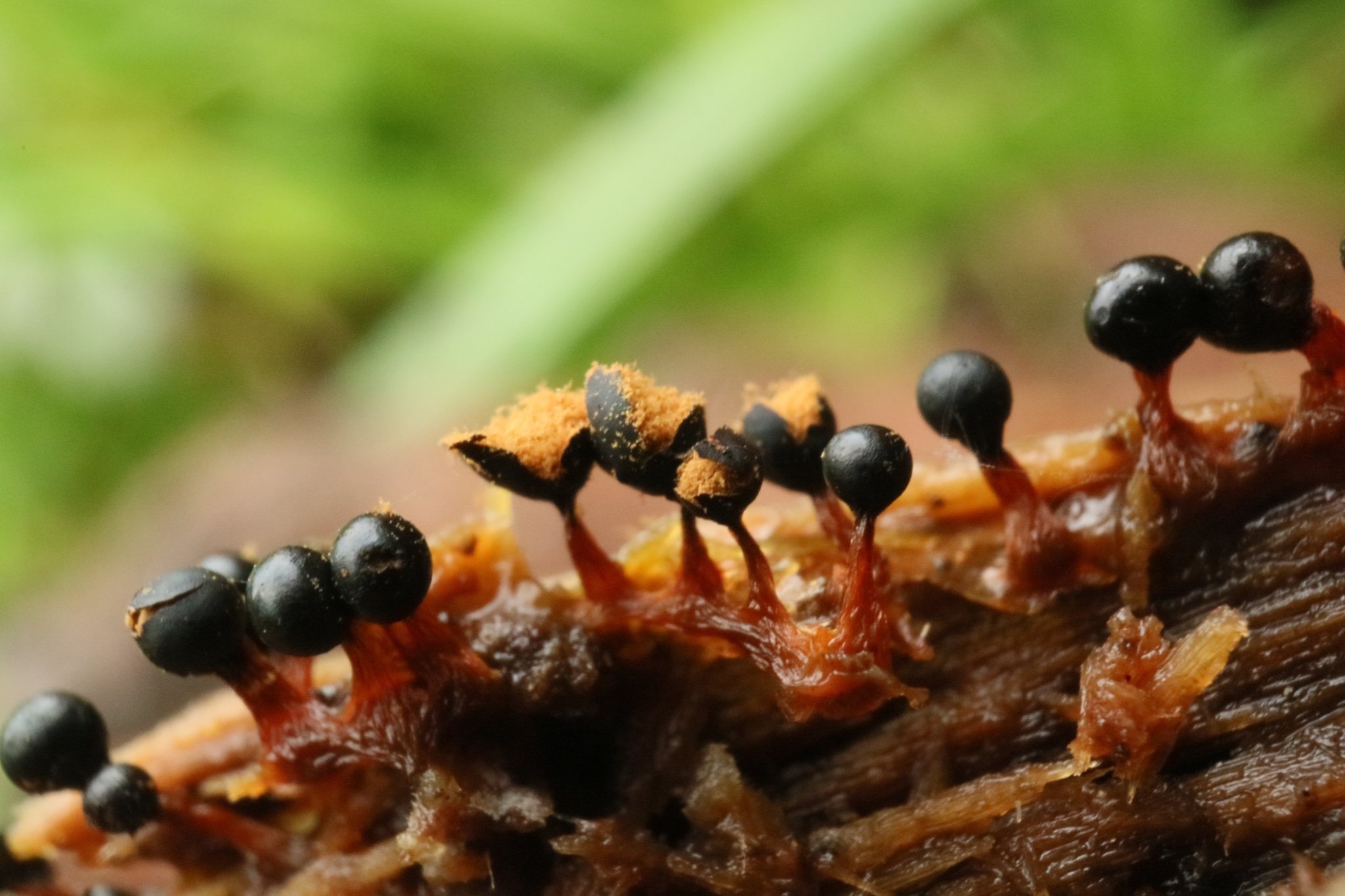
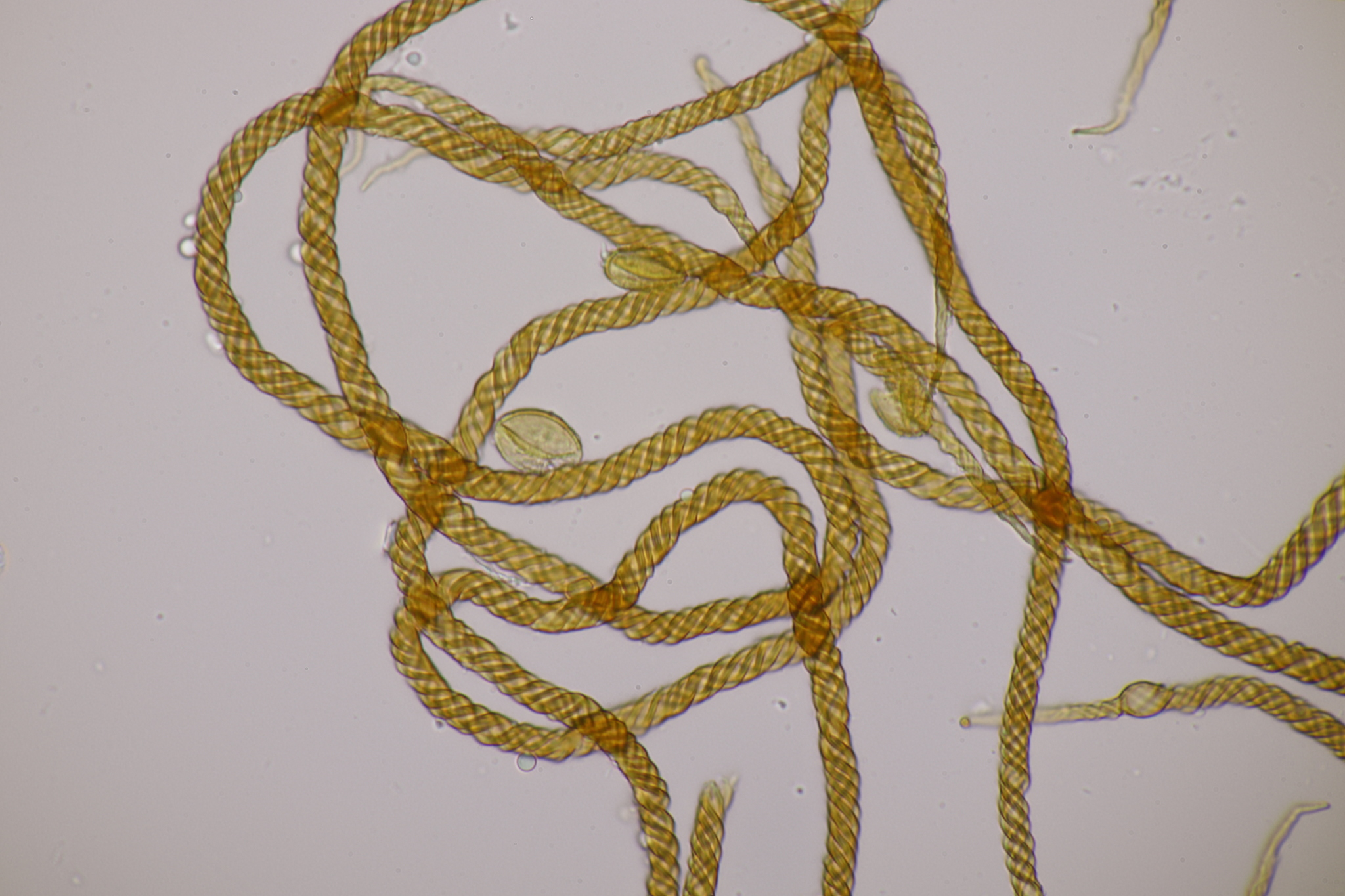
Elateren
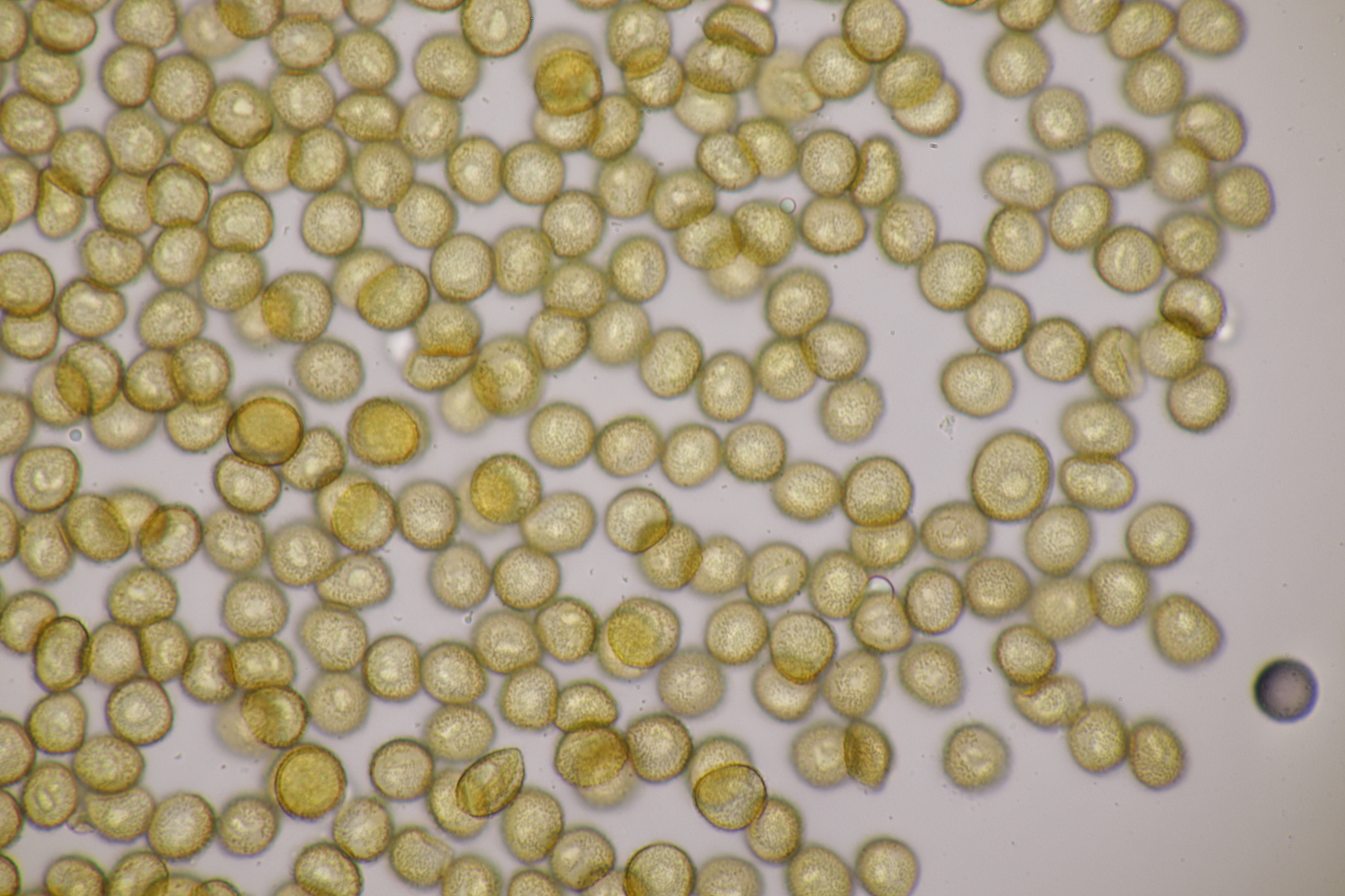
Sporen